# 2015–2016-os női EHF-bajnokok ligája (középdöntő)
Ez a cikk ismerteti a 2015–2016-os női EHF-bajnokok ligája középdöntőcsoportjainak az eredményeit.

## Lebonyolítás
A csoportkörből továbbjutott csapatokat a középdöntőben két csoportba sorolták. Az A és B csoportból az 1-es középdöntőcsoportba, a C és D csoportból pedig a 2-es középdöntőcsoportba kerültek a csapatok. A középdöntőcsoportokon belül oda-vissza vágós rendszerű körmérkőzést játszanak a csapatok, de az azonos csoportból érkezők nem, nekik a csoportmérkőzések eredményei számítanak a tabellába. A csoportok első négy helyen végző csapatai jutnak tovább a negyeddöntőbe.
Egy elért győzelemért 2 pont jár, egy döntetlenért 1, egy vereségért pedig 0. Azonos pontszám esetén az alábbiak szerint döntik el a sorrendet:
1. Egymás elleni mérkőzéseken szerzett több pont,
2. Egymás elleni mérkőzések alapján számolt gólkülönbség,
3. Egymás elleni mérkőzéseken lőtt több gól,
4. A csoport összes meccse alapján számolt gólkülönbség,
5. A csoportban lőtt gólok száma,
6. Sorsolás.

## Középdöntőcsoportok

### 1-es csoport
| #  | Csapat                  | M  | Gy | D | V | G+  | G–  | Gk  | P  |
| -- | ----------------------- | -- | -- | - | - | --- | --- | --- | -- |
| 1. | Rosztov-Don             | 10 | 9  | 1 | 0 | 281 | 237 | +44 | 19 |
| 2. | Larvik HK               | 10 | 6  | 0 | 4 | 281 | 263 | +18 | 12 |
| 3. | FTC-Rail Cargo Hungaria | 10 | 5  | 2 | 3 | 282 | 272 | +10 | 12 |
| 4. | HCM Baia Mare           | 10 | 5  | 0 | 5 | 259 | 247 | +12 | 10 |
| 5. | Fleury Loiret HB        | 10 | 2  | 2 | 6 | 252 | 283 | –31 | 6  |
| 6. | Thüringer HC            | 10 | 0  | 1 | 9 | 244 | 297 | –53 | 1  |

| 2016. január 9. 14:00 | Rosztov-Don | 23–21       | FTC-Rail Cargo Hungaria | Palace of Sport " Rostov Don", Rostov-on-Don Nézőszám: 3386 Játékvezetők: Mitrović, Vešović (MNE) |
| 2016. január 9. 14:00 | Iljina 8    | (13–11)     | Hornyák, Szekerczés 4   | Palace of Sport " Rostov Don", Rostov-on-Don Nézőszám: 3386 Játékvezetők: Mitrović, Vešović (MNE) |
| 2016. január 9. 14:00 | 3× 3× 1×    | Jegyzőkönyv | 1× 3×                   | Palace of Sport " Rostov Don", Rostov-on-Don Nézőszám: 3386 Játékvezetők: Mitrović, Vešović (MNE) |

| 2016. január 9. 18:30 | Larvik HK             | 28–19       | Thüringer HC | Arena Larvik, Larvik Nézőszám: 1603 Játékvezetők: Madsen, Mortensen (DEN) |
| 2016. január 9. 18:30 | Hammerseng, N. Mørk 5 | (14–7)      | Buceschi 5   | Arena Larvik, Larvik Nézőszám: 1603 Játékvezetők: Madsen, Mortensen (DEN) |
| 2016. január 9. 18:30 | 5× 2×                 | Jegyzőkönyv | 3× 3×        | Arena Larvik, Larvik Nézőszám: 1603 Játékvezetők: Madsen, Mortensen (DEN) |

| 2016. január 10. 18:00 | HCM Baia Mare | 31–28       | Fleury Loiret HB | Sala Sporturilor „Lascăr Pană”, Nagybánya Nézőszám: 2200 Játékvezetők: Pandžić, Mošorinski (SRB) |
| 2016. január 10. 18:00 | Pineau 9      | (13–15)     | Niombla 9        | Sala Sporturilor „Lascăr Pană”, Nagybánya Nézőszám: 2200 Játékvezetők: Pandžić, Mošorinski (SRB) |
| 2016. január 10. 18:00 | 1× 3×         | Jegyzőkönyv | 4× 3× 1×         | Sala Sporturilor „Lascăr Pană”, Nagybánya Nézőszám: 2200 Játékvezetők: Pandžić, Mošorinski (SRB) |

| 2016. január 16. 16:00 | FTC-Rail Cargo Hungaria | 30–27       | Larvik HK | SYMA Rendezvényközpont, Budapest Nézőszám: 3000 Játékvezetők: Krkacev, Kolevski (MKD) |
| 2016. január 16. 16:00 | Pena 9                  | (19–14)     | N. Mørk 7 | SYMA Rendezvényközpont, Budapest Nézőszám: 3000 Játékvezetők: Krkacev, Kolevski (MKD) |
| 2016. január 16. 16:00 | 6× 3×                   | Jegyzőkönyv | 1× 3×     | SYMA Rendezvényközpont, Budapest Nézőszám: 3000 Játékvezetők: Krkacev, Kolevski (MKD) |

| 2016. január 16. 17:00 | Thüringer HC | 23–25       | HCM Baia Mare   | Wiedigsburghalle, Nordhausen Nézőszám: 1500 Játékvezetők: Brehmer, Skowronek (POL) |
| 2016. január 16. 17:00 | Buceschi 7   | (12–10)     | do Nascimento 7 | Wiedigsburghalle, Nordhausen Nézőszám: 1500 Játékvezetők: Brehmer, Skowronek (POL) |
| 2016. január 16. 17:00 | 2× 2×        | Jegyzőkönyv | 1× 3×           | Wiedigsburghalle, Nordhausen Nézőszám: 1500 Játékvezetők: Brehmer, Skowronek (POL) |

| 2016. január 17. 16:15 | Fleury Loiret HB | 22–27       | Rosztov-Don | Gymnase Albert Auger, Loiret Nézőszám: 2100 Játékvezetők: Mandák, Rudinský (SVK) |
| 2016. január 17. 16:15 | Niombla 8        | (13–10)     | Simkutye 6  | Gymnase Albert Auger, Loiret Nézőszám: 2100 Játékvezetők: Mandák, Rudinský (SVK) |
| 2016. január 17. 16:15 | 1× 2×            | Jegyzőkönyv | 3× 3×       | Gymnase Albert Auger, Loiret Nézőszám: 2100 Játékvezetők: Mandák, Rudinský (SVK) |

| 2016. február 5. 20:00 | HCM Baia Mare | 32–24       | FTC-Rail Cargo Hungaria | Sala Sporturilor „Lascăr Pană”, Nagybánya Nézőszám: 2300 Játékvezetők: Tzaferopoulos, Bethmann (GRE) |
| 2016. február 5. 20:00 | Pineau 10     | (16–14)     | Pena 9                  | Sala Sporturilor „Lascăr Pană”, Nagybánya Nézőszám: 2300 Játékvezetők: Tzaferopoulos, Bethmann (GRE) |
| 2016. február 5. 20:00 | 1× 3×         | Jegyzőkönyv | 1× 3×                   | Sala Sporturilor „Lascăr Pană”, Nagybánya Nézőszám: 2300 Játékvezetők: Tzaferopoulos, Bethmann (GRE) |

| 2016. február 6. 17:00 | Rosztov-Don | 30–24       | Thüringer HC | Palace of Sport " Rostov Don", Rostov-on-Don Nézőszám: 3250 Játékvezetők: Marić, Mašić (SRB) |
| 2016. február 6. 17:00 | Iljina 10   | (15–7)      | Snelder 4    | Palace of Sport " Rostov Don", Rostov-on-Don Nézőszám: 3250 Játékvezetők: Marić, Mašić (SRB) |
| 2016. február 6. 17:00 | 4× 3×       | Jegyzőkönyv | 2× 3×        | Palace of Sport " Rostov Don", Rostov-on-Don Nézőszám: 3250 Játékvezetők: Marić, Mašić (SRB) |

| 2016. február 6. 18:30 | Larvik HK  | 26–31       | Fleury Loiret HB | Arena Larvik, Larvik Nézőszám: 2137 Játékvezetők: Vujačić, Kažanegra (MNE) |
| 2016. február 6. 18:30 | N. Mørk 12 | (14–15)     | Barbosa 9        | Arena Larvik, Larvik Nézőszám: 2137 Játékvezetők: Vujačić, Kažanegra (MNE) |
| 2016. február 6. 18:30 | 1× 3×      | Jegyzőkönyv | 3× 2×            | Arena Larvik, Larvik Nézőszám: 2137 Játékvezetők: Vujačić, Kažanegra (MNE) |

| 2015. február 13. 15:00 | FTC-Rail Cargo Hungaria | 29–29       | Rosztov-Don | SYMA Rendezvényközpont, Budapest Nézőszám: 3000 Játékvezetők: Jurinović, Mrvica (CRO) |
| 2015. február 13. 15:00 | Szekerczés, Zácsik 6    | (15-13)     | Iljina 9    | SYMA Rendezvényközpont, Budapest Nézőszám: 3000 Játékvezetők: Jurinović, Mrvica (CRO) |
| 2015. február 13. 15:00 | 4× 2×                   | Jegyzőkönyv | 3× 3×       | SYMA Rendezvényközpont, Budapest Nézőszám: 3000 Játékvezetők: Jurinović, Mrvica (CRO) |

| 2015. február 14. 14:00 | Thüringer HC | 20–28       | Larvik HK | Wiedigsburghalle, Nordhausen Nézőszám: 1900 Játékvezetők: Kurtagic, Wetterwik (SWE) |
| 2015. február 14. 14:00 | Huber 5      | (11-13)     | N. Mørk 9 | Wiedigsburghalle, Nordhausen Nézőszám: 1900 Játékvezetők: Kurtagic, Wetterwik (SWE) |
| 2015. február 14. 14:00 | 2× 3×        | Jegyzőkönyv | 6× 2×     | Wiedigsburghalle, Nordhausen Nézőszám: 1900 Játékvezetők: Kurtagic, Wetterwik (SWE) |

| 2015. február 14. 19:00 | Fleury Loiret HB | 17–18       | HCM Baia Mare | Gymnase Albert Auger, Loiret Nézőszám: 2300 Játékvezetők: Opava, Válek (CZE) |
| 2015. február 14. 19:00 | Houette 7        | (8-8)       | Abbingh 6     | Gymnase Albert Auger, Loiret Nézőszám: 2300 Játékvezetők: Opava, Válek (CZE) |
| 2015. február 14. 19:00 | 2× 3×            | Jegyzőkönyv | 2× 3×         | Gymnase Albert Auger, Loiret Nézőszám: 2300 Játékvezetők: Opava, Válek (CZE) |

| 2015. február 19. 18:00 | HCM Baia Mare   | 38–27       | Thüringer HC | Sala Sporturilor „Lascăr Pană”, Nagybánya Nézőszám: 2080 Játékvezetők: Krkacev, Kolevski (MKD) |
| 2015. február 19. 18:00 | do Nascimento 9 | (19-12)     | Schmelzer 6  | Sala Sporturilor „Lascăr Pană”, Nagybánya Nézőszám: 2080 Játékvezetők: Krkacev, Kolevski (MKD) |
| 2015. február 19. 18:00 | 1× 3×           | Jegyzőkönyv | 4× 2×        | Sala Sporturilor „Lascăr Pană”, Nagybánya Nézőszám: 2080 Játékvezetők: Krkacev, Kolevski (MKD) |

| 2015. február 20. 17:00 | Rosztov-Don | 38–21       | Fleury Loiret HB | Palace of Sport " Rostov Don", Rostov-on-Don Nézőszám: 2800 Játékvezetők: Leszczynski, Piechota (POL) |
| 2015. február 20. 17:00 | Iljina 9    | (21-12)     | Agathe 5         | Palace of Sport " Rostov Don", Rostov-on-Don Nézőszám: 2800 Játékvezetők: Leszczynski, Piechota (POL) |
| 2015. február 20. 17:00 | 2× 3×       | Jegyzőkönyv | 1× 3×            | Palace of Sport " Rostov Don", Rostov-on-Don Nézőszám: 2800 Játékvezetők: Leszczynski, Piechota (POL) |

| 2015. február 20. 19:00 | Larvik HK  | 37–31       | FTC-Rail Cargo Hungaria | Arena Larvik, Larvik Nézőszám: 2817 Játékvezetők: Cuvalciuc, Cuvalciuc (MDA) |
| 2015. február 20. 19:00 | N. Mørk 10 | (20-15)     | Pena 7                  | Arena Larvik, Larvik Nézőszám: 2817 Játékvezetők: Cuvalciuc, Cuvalciuc (MDA) |
| 2015. február 20. 19:00 | 3× 3×      | Jegyzőkönyv | 3× 3×                   | Arena Larvik, Larvik Nézőszám: 2817 Játékvezetők: Cuvalciuc, Cuvalciuc (MDA) |

| 2016. február 27. 15:30 | FTC-Rail Cargo Hungaria | 21–18       | HCM Baia Mare   | SYMA Rendezvényközpont, Budapest Nézőszám: 3000 Játékvezetők: Christiansen, Hansen (DEN) |
| 2016. február 27. 15:30 | Pena 7                  | (14-7)      | do Nascimento 8 | SYMA Rendezvényközpont, Budapest Nézőszám: 3000 Játékvezetők: Christiansen, Hansen (DEN) |
| 2016. február 27. 15:30 | 6× 3×                   | Jegyzőkönyv | 3× 3×           | SYMA Rendezvényközpont, Budapest Nézőszám: 3000 Játékvezetők: Christiansen, Hansen (DEN) |

| 2016. február 28. 14:00 | Thüringer HC | 28–32       | Rosztov-Don | Wiedigsburghalle, Nordhausen Nézőszám: 1700 Játékvezetők: Lah, Sok (SLO) |
| 2016. február 28. 14:00 | Buceschi 8   | (14-15)     | Iljina 8    | Wiedigsburghalle, Nordhausen Nézőszám: 1700 Játékvezetők: Lah, Sok (SLO) |
| 2016. február 28. 14:00 | 4× 3×        | Jegyzőkönyv | 3× 3×       | Wiedigsburghalle, Nordhausen Nézőszám: 1700 Játékvezetők: Lah, Sok (SLO) |

| 2015. február 28. 15:15 | Fleury Loiret HB | 28–31       | Larvik HK  | Gymnase Albert Auger, Loiret Nézőszám: 2000 Játékvezetők: Alpaidze, Berezkina (RUS) |
| 2015. február 28. 15:15 | Barbosa 6        | (16-15)     | N. Mørk 10 | Gymnase Albert Auger, Loiret Nézőszám: 2000 Játékvezetők: Alpaidze, Berezkina (RUS) |
| 2015. február 28. 15:15 | 2× 3×            | Jegyzőkönyv | 4× 3×      | Gymnase Albert Auger, Loiret Nézőszám: 2000 Játékvezetők: Alpaidze, Berezkina (RUS) |

### 2-es csoport
| #  | Csapat              | M  | Gy | D | V | G+  | G–  | Gk  | P  |
| -- | ------------------- | -- | -- | - | - | --- | --- | --- | -- |
| 1. | Budućnost Podgorica | 10 | 7  | 1 | 2 | 264 | 211 | +53 | 15 |
| 2. | Győri Audi ETO KC   | 10 | 7  | 1 | 2 | 252 | 230 | +22 | 15 |
| 3. | Vardar Szkopje      | 10 | 7  | 0 | 3 | 270 | 246 | +24 | 14 |
| 4. | CSM București       | 10 | 4  | 1 | 5 | 242 | 239 | +3  | 9  |
| 5. | FC Midtjylland      | 10 | 2  | 1 | 7 | 220 | 261 | –41 | 5  |
| 6. | IK Sävehof          | 10 | 1  | 0 | 9 | 225 | 286 | –61 | 2  |

| 2016. január 9. 16:00 | Győri Audi ETO KC | 22–20       | Budućnost Podgorica | Audi Aréna, Győr Nézőszám: 5220 Játékvezetők: Schulze, Tönnies (GER) |
| 2016. január 9. 16:00 | Sulland 6         | (13–11)     | Bulatović, Neagu 4  | Audi Aréna, Győr Nézőszám: 5220 Játékvezetők: Schulze, Tönnies (GER) |
| 2016. január 9. 16:00 | 5× 3×             | Jegyzőkönyv | 4× 3×               | Audi Aréna, Győr Nézőszám: 5220 Játékvezetők: Schulze, Tönnies (GER) |

| 2016. január 9. 17:30 | Vardar Szkopje | 22–21       | CSM București | Jane Sandanski Arena, Szkopje Nézőszám: 2000 Játékvezetők: Kijauskaite, Zaliene (LTU) |
| 2016. január 9. 17:30 | Lekić 5        | (11–11)     | Gulldén 8     | Jane Sandanski Arena, Szkopje Nézőszám: 2000 Játékvezetők: Kijauskaite, Zaliene (LTU) |
| 2016. január 9. 17:30 | 4× 2×          | Jegyzőkönyv | 1× 2×         | Jane Sandanski Arena, Szkopje Nézőszám: 2000 Játékvezetők: Kijauskaite, Zaliene (LTU) |

| 2016. január 10. 17:00 | FC Midtjylland | 25–21       | IK Sävehof         | Ikast-Brande Arena, Ikast Nézőszám: 1105 Játékvezetők: Arntsen, Røen (NOR) |
| 2016. január 10. 17:00 | Ahlm 7         | (15–9)      | Lindvall-Haggren 5 | Ikast-Brande Arena, Ikast Nézőszám: 1105 Játékvezetők: Arntsen, Røen (NOR) |
| 2016. január 10. 17:00 | 3× 3×          | Jegyzőkönyv | 5× 3×              | Ikast-Brande Arena, Ikast Nézőszám: 1105 Játékvezetők: Arntsen, Røen (NOR) |

| 2016. január 15. 20:00 | CSM București | 24–22       | FC Midtjylland | Sala Polivalentă, Bukarest Nézőszám: 3845 Játékvezetők: Jurinović, Mrvica (CRO) |
| 2016. január 15. 20:00 | Gulldén 9     | (10–12)     | Ahlm 7         | Sala Polivalentă, Bukarest Nézőszám: 3845 Játékvezetők: Jurinović, Mrvica (CRO) |
| 2016. január 15. 20:00 | 1× 3×         | Jegyzőkönyv | 2× 2×          | Sala Polivalentă, Bukarest Nézőszám: 3845 Játékvezetők: Jurinović, Mrvica (CRO) |

| 2016. január 17. 16:00 | Budućnost Podgorica | 31–19       | Vardar Szkopje | Morača Sports Center, Podgorica Nézőszám: 4500 Játékvezetők: Bonaventura, Bonaventura (FRA) |
| 2016. január 17. 16:00 | Cvijić 7            | (16–8)      | Sokač 5        | Morača Sports Center, Podgorica Nézőszám: 4500 Játékvezetők: Bonaventura, Bonaventura (FRA) |
| 2016. január 17. 16:00 | 5× 3×               | Jegyzőkönyv | 3× 3×          | Morača Sports Center, Podgorica Nézőszám: 4500 Játékvezetők: Bonaventura, Bonaventura (FRA) |

| 2016. január 17. 16:15 | IK Sävehof       | 18–26       | Győri Audi ETO KC | Partillebohallen, Partille Nézőszám: 821 Játékvezetők: Alpaidze, Berezkina (RUS) |
| 2016. január 17. 16:15 | Ekenman-Fernis 4 | (6–13)      | Groot 6           | Partillebohallen, Partille Nézőszám: 821 Játékvezetők: Alpaidze, Berezkina (RUS) |
| 2016. január 17. 16:15 | 4× 2×            | Jegyzőkönyv | 2× 2×             | Partillebohallen, Partille Nézőszám: 821 Játékvezetők: Alpaidze, Berezkina (RUS) |

| 2016. február 6. 17:00 | Győri Audi ETO KC | 28–22       | CSM București | Audi Aréna, Győr Nézőszám: 5000 Játékvezetők: Pandžić, Mošorinski (SRB) |
| 2016. február 6. 17:00 | Groot 6           | (12–10)     | Gulldén 8     | Audi Aréna, Győr Nézőszám: 5000 Játékvezetők: Pandžić, Mošorinski (SRB) |
| 2016. február 6. 17:00 | 2× 3×             | Jegyzőkönyv | 2× 2×         | Audi Aréna, Győr Nézőszám: 5000 Játékvezetők: Pandžić, Mošorinski (SRB) |

| 2016. február 6. 17:30 | Vardar Szkopje   | 37–25       | IK Sävehof | Jane Sandanski Arena, Szkopje Nézőszám: 2500 Játékvezetők: Panayides, Andreou (CYP) |
| 2016. február 6. 17:30 | Lekić, Penezić 6 | (19–10)     | Eriksson 7 | Jane Sandanski Arena, Szkopje Nézőszám: 2500 Játékvezetők: Panayides, Andreou (CYP) |
| 2016. február 6. 17:30 | 4× 3×            | Jegyzőkönyv | 2× 3×      | Jane Sandanski Arena, Szkopje Nézőszám: 2500 Játékvezetők: Panayides, Andreou (CYP) |

| 2016. február 7. 17:00 | FC Midtjylland | 18–28       | Budućnost Podgorica | Ikast-Brande Arena, Ikast Nézőszám: 1532 Játékvezetők: Mandák, Rudinský (SVK) |
| 2016. február 7. 17:00 | Ahlm 5         | (9–13)      | Bulatović, Neagu 7  | Ikast-Brande Arena, Ikast Nézőszám: 1532 Játékvezetők: Mandák, Rudinský (SVK) |
| 2016. február 7. 17:00 | 3× 3×          | Jegyzőkönyv | 3× 3× 1×            | Ikast-Brande Arena, Ikast Nézőszám: 1532 Játékvezetők: Mandák, Rudinský (SVK) |

| 2016. február 12. 19:00 | IK Sävehof  | 32–24       | FC Midtjylland | Partillebohallen, Partille Nézőszám: 619 Játékvezetők: Praštalo, Todorović (BIH) |
| 2016. február 12. 19:00 | Eriksson 11 | (17-11)     | Ahlm 6         | Partillebohallen, Partille Nézőszám: 619 Játékvezetők: Praštalo, Todorović (BIH) |
| 2016. február 12. 19:00 | 6× 3×       | Jegyzőkönyv | 3× 1×          | Partillebohallen, Partille Nézőszám: 619 Játékvezetők: Praštalo, Todorović (BIH) |

| 2016. február 14. 18:00 | CSM București | 25–30       | Vardar Szkopje | Sala Polivalentă, Bukarest Nézőszám: 4600 Játékvezetők: Brunovsky, Canda (SVK) |
| 2016. február 14. 18:00 | Martín 6      | (11-17)     | Lekic 9        | Sala Polivalentă, Bukarest Nézőszám: 4600 Játékvezetők: Brunovsky, Canda (SVK) |
| 2016. február 14. 18:00 | 2× 3×         | Jegyzőkönyv | 5× 3×          | Sala Polivalentă, Bukarest Nézőszám: 4600 Játékvezetők: Brunovsky, Canda (SVK) |

| 2016. február 14. 19:00 | Budućnost Podgorica | 25–22       | Győri Audi ETO KC | Morača Sports Center, Podgorica Nézőszám: 5000 Játékvezetők: Arntsen, Røen (NOR) |
| 2016. február 14. 19:00 | Cvijić 6            | (12-12)     | Amorim 7          | Morača Sports Center, Podgorica Nézőszám: 5000 Játékvezetők: Arntsen, Røen (NOR) |
| 2016. február 14. 19:00 | 5× 3×               | Jegyzőkönyv | 3× 3×             | Morača Sports Center, Podgorica Nézőszám: 5000 Játékvezetők: Arntsen, Røen (NOR) |

| 2016. február 19. 19:00 | Győri Audi ETO KC | 32–26       | IK Sävehof    | Audi Aréna, Győr Nézőszám: 4534 Játékvezetők: Kijauskaite, Zaliene (LTU) |
| 2016. február 19. 19:00 | Alstad, Groot 6   | (19-14)     | J. Eriksson 7 | Audi Aréna, Győr Nézőszám: 4534 Játékvezetők: Kijauskaite, Zaliene (LTU) |
| 2016. február 19. 19:00 | 1× 3×             | Jegyzőkönyv | 3× 3×         | Audi Aréna, Győr Nézőszám: 4534 Játékvezetők: Kijauskaite, Zaliene (LTU) |

| 2016. február 21. 15:10 | FC Midtjylland | 23–28       | CSM București | Ikast-Brande Arena, Ikast Nézőszám: 2246 Játékvezetők: Brehmer, Skowronek (POL) |
| 2016. február 21. 15:10 | Jørgensen 7    | (12-12)     | Gulldén 8     | Ikast-Brande Arena, Ikast Nézőszám: 2246 Játékvezetők: Brehmer, Skowronek (POL) |
| 2016. február 21. 15:10 | 2× 3×          | Jegyzőkönyv | 1× 2×         | Ikast-Brande Arena, Ikast Nézőszám: 2246 Játékvezetők: Brehmer, Skowronek (POL) |

| 2016. február 21. 17:30 | Vardar Szkopje | 26–24       | Budućnost Podgorica | Jane Sandanski Arena, Szkopje Nézőszám: 4000 Játékvezetők: Brkić, Jusufhodzic (AUT) |
| 2016. február 21. 17:30 | Lazović 6      | (11-11)     | Bulatović 6         | Jane Sandanski Arena, Szkopje Nézőszám: 4000 Játékvezetők: Brkić, Jusufhodzic (AUT) |
| 2016. február 21. 17:30 | 1× 3×          | Jegyzőkönyv | 2× 3×               | Jane Sandanski Arena, Szkopje Nézőszám: 4000 Játékvezetők: Brkić, Jusufhodzic (AUT) |

| 2016. február 26. 19:00 | IK Sävehof | 26–29       | Vardar Szkopje | Partillebohallen, Partille Nézőszám: 848 Játékvezetők: Tzaperofoulos, Bethmann (GRE) |
| 2016. február 26. 19:00 | Sand 6     | (14-14)     | Sokac 7        | Partillebohallen, Partille Nézőszám: 848 Játékvezetők: Tzaperofoulos, Bethmann (GRE) |
| 2016. február 26. 19:00 | 4× 3×      | Jegyzőkönyv | 6× 2×          | Partillebohallen, Partille Nézőszám: 848 Játékvezetők: Tzaperofoulos, Bethmann (GRE) |

| 2016. február 28. 16:00 | CSM București | 22–24       | Győri Audi ETO KC | Sala Polivalentă, Bukarest Nézőszám: 4000 Játékvezetők: Bonaventura, Bonaventura (FRA) |
| 2016. február 28. 16:00 | Gulldén 8     | (8-14)      | Løke, Sulland 5   | Sala Polivalentă, Bukarest Nézőszám: 4000 Játékvezetők: Bonaventura, Bonaventura (FRA) |
| 2016. február 28. 16:00 | 2× 3×         | Jegyzőkönyv | 6× 3×             | Sala Polivalentă, Bukarest Nézőszám: 4000 Játékvezetők: Bonaventura, Bonaventura (FRA) |

| 2016. február 28. 17:00 | Budućnost Podgorica | 27–21       | FC Midtjylland | Morača Sports Center, Podgorica Nézőszám: 3600 Játékvezetők: Mazeika, Gatelis (LTU) |
| 2016. február 28. 17:00 | Cvijić 5            | (14-7)      | Ahlm 5         | Morača Sports Center, Podgorica Nézőszám: 3600 Játékvezetők: Mazeika, Gatelis (LTU) |
| 2016. február 28. 17:00 | 4× 3×               | Jegyzőkönyv | 1× 3×          | Morača Sports Center, Podgorica Nézőszám: 3600 Játékvezetők: Mazeika, Gatelis (LTU) |